# Lycée Chaptal
A Lycée Chaptal, korábbi nevén Collège Chaptal, egy nagy középiskola Párizs 8. kerületében. Jean-Antoine Chaptalról nevezték el, és körülbelül 2000 tanulója van. Az iskolát 1848-ban vette át Párizs városa, miután az alapító pénzügyi nehézségekbe ütközött. A tanulóktól elvárták, hogy a kereskedelemben vagy a gyártásban dolgozzanak. A tanterv a maga idejében innovatívnak számított, mert a klasszikus tanulmányok helyett és a modern nyelvekre és tudományokra illetve a francia nyelvre helyezte a hangsúlyt. Eleinte elsősorban fiú bentlakásos iskola volt, de mára koedukált nappali iskola. A jelenlegi épületek 1876-ban készültek el. A neves öregdiákok közé tartozik Alfred Dreyfus, André Breton, Jean Anouilh, Daniel Hechter és Nicolas Sarkozy.

## Ismert diákok
- Michel Houellebecq (*1956), Goncourt-díjas francia író, filmrendező és költő

## Fordítás
- Ez a szócikk részben vagy egészben  a   Lycée Chaptal című angol Wikipédia-szócikk ezen változatának fordításán alapul.  Az eredeti cikk szerkesztőit annak laptörténete sorolja fel. Ez a jelzés csupán a megfogalmazás eredetét és a szerzői jogokat jelzi, nem szolgál a cikkben szereplő információk forrásmegjelöléseként.